# Bury
Bury este oraș și un Burg Metropolitan în cadrul Comitatului Metropolitan Greater Manchester în regiunea North West England. Pe lângă orașul propriu zis Bury, mai conține și orașele Ramsbottom, Tottington, Radcliffe, Whitefield și Prestwich.

## Personalități născute aici
- Celia Birtwell (n. 1941), designer de modă.